# Toshirō Mifune
Toshirō Mifune (三船 敏郎 Mifune Toshirō?, Seitō, Shandong, 1 de abril de 1920-Mitaka, Tokio, 24 de diciembre de 1997) fue un actor japonés. Con una trayectoria de 152 películas, se convirtió en uno de los histriones más prominentes de su país. Alcanzó la fama internacional por sus interpretaciones en las películas de Hiroshi Inagaki, en las que personificó al mítico samurái Miyamoto Musashi, y en varias de las más conocidas obras de Akira Kurosawa como Rashōmon (1950) y Los siete samuráis (1954).
Además, trabajo en el extranjero, destacando principalmente por protagonizar la película mexicana Ánimas Trujano (1961). Dicha cinta se convirtió en la segunda producción mexicana en ser nominada a un premio Óscar en 1962.

## Biografía y carrera

### 1920-1947: primeros años

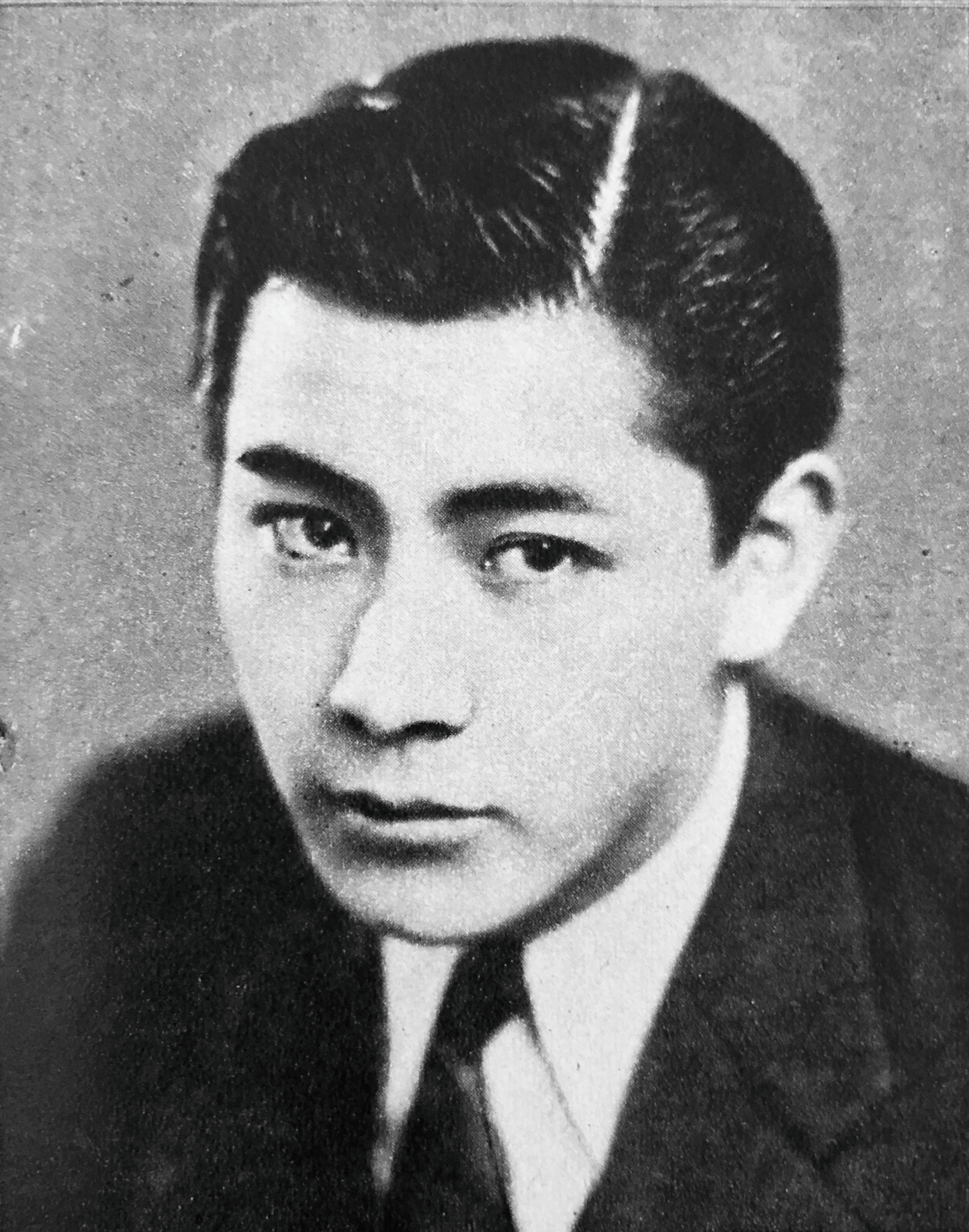
Mifune, en 1939.

Toshirō Mifune el 1 de abril de 1920 en Seitō, Shandong, siendo el hijo mayor de Tokuzo y Sen Mifune, ambos de origen japónes. Debido a que su nacimiento se dio en territorio de China, sus padres también le dieron un nombre en chino mandarín (Sanchuan Minlang), además de su nombre de nacimiento en japonés (Toshirō Mifune). Su padre, un hombre de negocios emigrado a China, lo familiarizó con la fotografía. Después de terminar la escuela, cursó estudios de bachillerato en el Instituto de Port Arthur y fue admitido en el Ejército Imperial Japonés, y cumplió con el servicio militar durante la Segunda Guerra Mundial. Estando en el Ejército, destacó por sus conocimientos de fotografía, y fue destinado a labores de reconocimiento aéreo.

### 1947-1948: inicios artísticos
Terminada la guerra, Mifune trabajó para Tōhō Films como asistente de cámara. Un amigo suyo envió, sin que él lo supiera, una fotografía suya a un casting de actores de cine en el que lo seleccionaron. A pesar de no haber emprendido la candidatura, aceptó hacerse actor. Su aprendizaje tuvo lugar en una escuela informal de arte dramático fundada por la compañía a raíz de una huelga de actores. En 1947, participó en una prueba para nuevos actores pero no fue admitido. No obstante, el director Kajiro Yamamoto se fijó en él y lo recomendó al director Senkichi Taniguchi, quien lo contrató para la que sería su debut como intérprete: la comedia Shin Baka Jidai (1947).

### 1948-1960: colaboraciones con Akira Kurosawa
En 1948, Mifune conoció a Akira Kurosawa, con quien trabó una sólida amistad de mutua colaboración que le proporcionó una rampa de despegue al éxito. Mifune fue el actor favorito del realizador nipón: a lo largo de su dilatada carrera, intervino en 16 de sus películas, la mayoría de las cuales se convirtieron en clásicos del cine japonés. Sus actuaciones, con una fuerte presencia interpretativa, encarnaron a personajes rígidos, duros y crudos de modales, como samuráis itinerantes y ronin, a los que a menudo matizaba con delicados y pícaros toques de humor.

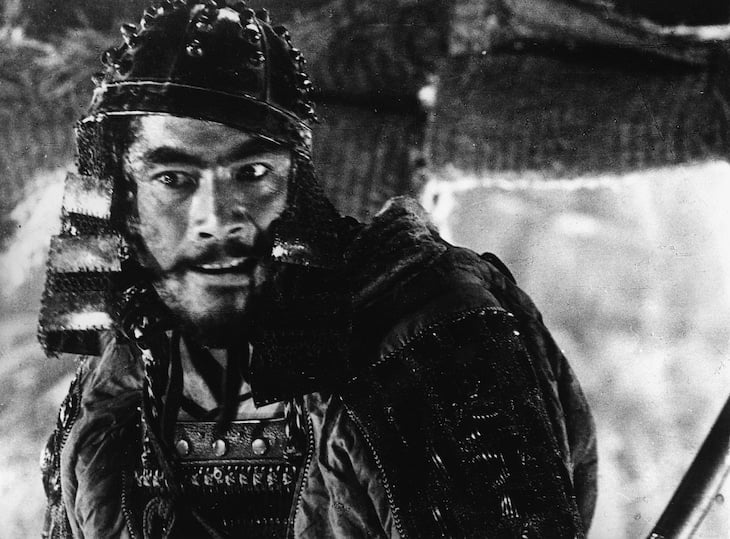
Mifune, en Los siete samuráis (1954).

Su papel en Los siete samuráis (1954), considerada una de las películas más influyentes del cine clásico, le otorgó reconocimiento internacional. Otra influyente película de esta etapa fue Rashomon (1950), donde interpretó a un asaltante involucrado en un asesinato.

«Mifune poseía una clase de talento que no había encontrado anteriormente en el mundo del cine japonés. Consistía, sobre todo, de la velocidad con la que se expresaba a sí mismo; era sorprendente. El actor japonés promedio hubiera necesitado diez pies de película para lograr mostrar una impresión, un sentimiento; Mifune solo necesitaba tres. La rapidez de sus movimientos era tal que en una sola acción expresaba lo que le tomaba a los actores ordinarios tres movimientos para expresar. Él proyectaba todo hacia delante de una forma directa y con gran determinación, poseía el más agudo sentido del timing que haya visto jamás en un actor japonés. Y, además de su rapidez, poseía una sorprendentemente fina sensibilidad».
Akira Kurosawa sobre Toshiro Mifune

A comienzos de los años 60, Mifune y Kurosawa se vieron afectados por crisis económicas, financieras y personales y se alejaron progresivamente, evitándose mutuamente a lo largo de tres décadas. La conocida exigencia del realizador en su constante búsqueda de la perfección respecto a los rodajes generó gran cantidad de estrés en Mifune, lo que quedó reflejado en anécdotas en las que el actor criticaba el comportamiento de Kurosawa. Su última película juntos fue Akahige (Barbarroja, 1965). A pesar de todo, Kurosawa consideró toda su vida a Mifune el más grande actor con el que había trabajado. Hisao Kurosawa, hijo del director, declaró en reiteradas ocasiones que su distanciamiento no se debió a disputas entre ellos.

«Su relación no era la de un director con un actor, sino la de dos almas gemelas. Eran como un coche y su motor».
Hisao Kurosawa hablando sobre la relación laboral de su padre Akira con Mifune.

### 1960-1962:Ánimas Trujano
En 1960, Ismael Rodríguez, director de cine mexicano, fue el encargado de dirigir la película Ánimas Trujano, basada en La Mayordomía, una novela original de Rogelio Barriga Rivas. Rodríguez tenía contemplado darle el protagónico al actor y cantante Pedro Infante, pero esto no se logró debido a que el histrión falleció en 1957, tres años antes del inicio del proyecto. En consecuencia, contactó a Toshirō Mifune con el fin de darle el papel principal. A pesar de ser japonés y ni siquiera hablar español, Mifune aceptó filmar la producción al ser convencido por Rodríguez, aún cuando ya tenía ofertas para actuar en Estados Unidos. El director comentó que su elección al contratar a Mifune se dio porque «quería a una estrella 
internacional que garantizara la venta de la película a otros países, y de esta forma, abriera el mercado internacional para beneficiar a la entonces raquítica industria fílmica de México.»
A su vez, Mifune declaró que decidió aceptar el papel «simple y sencillamente porque, en primer lugar, fue convencido por el señor Ismael Rodríguez, en segundo, porque tenía muchas ganas de trabajar en el bello México de gran tradición y, en tercero, porque la historia y el personaje de 'Ánimas Trujano' le parecieron muy humanas». En adición, el actor confirmó que si Pedro Infante hubiera estado vivo, él habría realizado la cinta, pero como ya no estaba, la filmaría en su honor. El rodaje del proyecto comenzó en Oaxaca el 8 de mayo de 1960. Durante su estancia en México, se mostró receptivo y abierto con la prensa, dándoles detalles sobre el proceso de la cinta, informándoles que tenía aprendidos de memoria, y en español, todos sus diálogos. Además, visitó a Adolfo López Mateos, el entonces presidente de México, a quien le regaló una pistola japonesa.

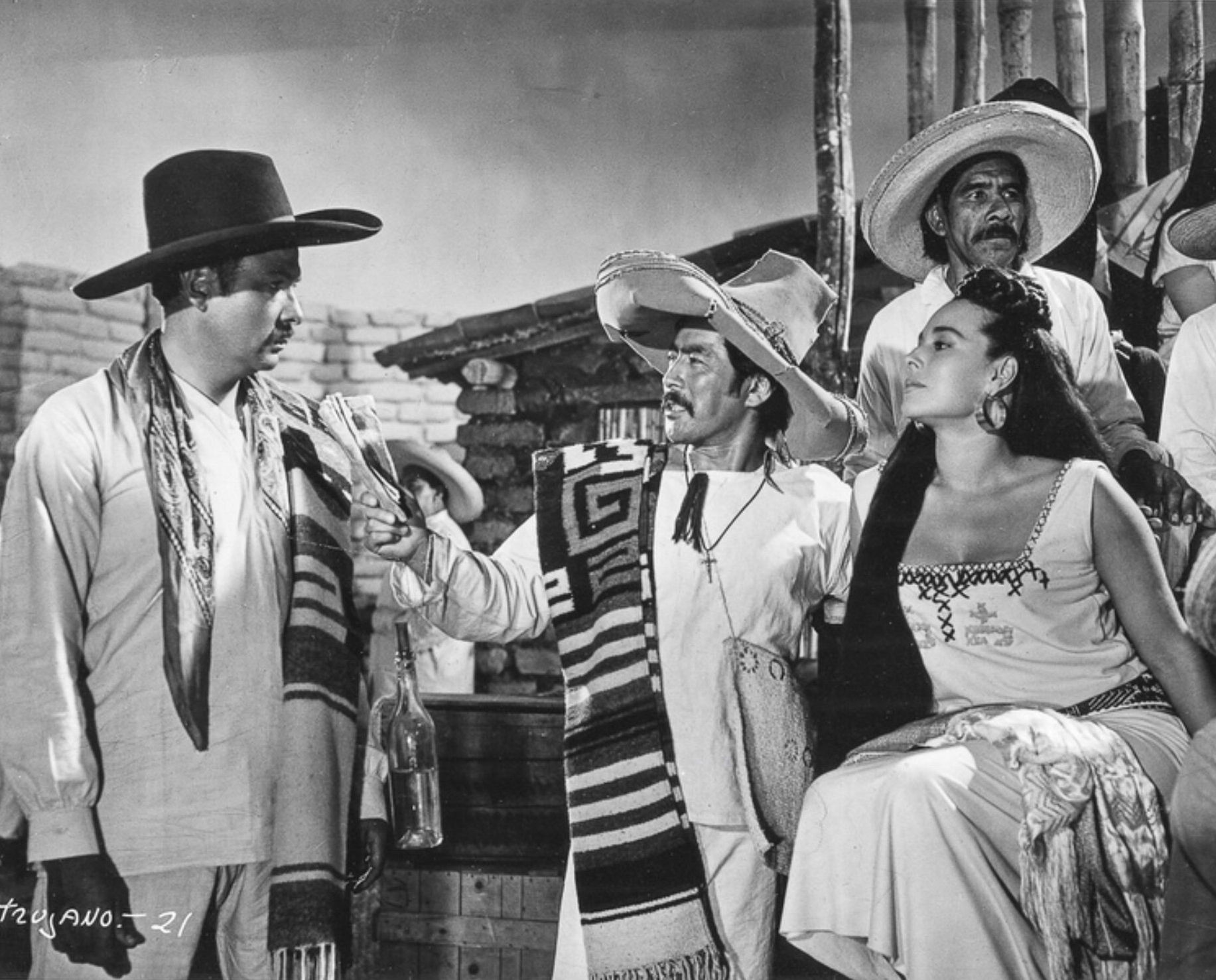
(de izquierda a derecha) Antonio Aguilar, Mifune y Flor Silvestre, en Ánimas Trujano (1961).

Por su trabajo en el filme, cobró diez mil dólares, una cantidad menor a la que acostumbraba. Ánimas Trujano fue lanzada con un estreno limitado en México en 1961, y proyectada en el Festival Internacional de Cine de Venecia en agosto del mismo año. Como él lo mencionó, Mifune si se aprendió sus diálogos con pronunciación en español, pero debido a que su acento japonés aún se encontraba muy marcado, su voz fue doblada en el producto final por el actor Narciso Busquets; no obstante, su actuación por sí sola sobresalió gracias a sus expresiones faciales y sus habilidades histriónicas.
En la cinta, Mifune interpretó al oaxaqueño Ánimas Trujano, un indígena alcohólico y ambicioso, que se propone a hacer todo lo posible por convertirse en mayordomo de su pueblo, un cargo de la religión católica que consiste en organizar fiestas durante todo el año en honor a un santo patrono del que el mayordomo es devoto. La producción fue un éxito, y en 1962 durante la trigésima cuarta edición de los premios Óscar, se convirtió en la segunda película mexicana en ser nominada a un premio de dicha Academia de Artes y Ciencias Cinematográficas, en la categoría a «Mejor Película en Lengua Extranjera». Además, el mismo año, también fue nominada a un Premio Globo de Oro en la decimonovena edición de dichos premios, siendo parte de la categoría a «mejor película en lengua no inglesa».
Flor Silvestre, su compañera de reparto, elogió su actitud y forma de ser, comentando lo siguiente:

«El señor Mifune es todo un caballero… Cuando vino por primera vez al set nos repartió, a todos los que tomamos parte en la película, regalos traídos del Japón… es un artista extraordinario, muy caballero, muy profesional y que sabe ser amigo.»

Por otra parte, Columba Domínguez, otra de sus compañeras del elenco, recibió una carta escrita por el actor, en la que se leía lo siguiente:

Viví con ustedes nuevas sensaciones que la vida ofrece en lo espiritual y en lo material. Tuve la satisfacción de encontrarme con ustedes mexicanos, en su propia tierra, tierra que les ha dado lo que el pueblo mexicano vale y al que respeto y quiero como a mi propio Japón.»

### 1963-1992: trabajos posteriores
En 1963, Mifune fundó su propia compañía productora, la Mifune Geijutsu Gakuin Productions (三船芸术学), con la que impulsó el cine japonés, muy influido por Kurosawa.
Fue el actor japonés más conocido en todo el mundo, galardonado en dos ocasiones con la Copa Volpi como mejor actor en el Festival de Cine de Venecia, en 1961 por Yojimbo y en 1965 por Barbarroja. Intervino en varias películas y producciones para la televisión estadounidense.
En 1968, con el filme Infierno en el Pacífico, Mifune se hizo más conocido al interpretar a un náufrago japonés que acosa a un náufrago estadounidense (Lee Marvin) en una isla remota durante el Frente del Pacífico en el transcurso de la Segunda Guerra Mundial.
Otra de sus memorables apariciones fue en la miniserie Shogun: Señor de los Samurais, de 1980, junto a Richard Chamberlain y Yôko Shimada; su interpretación como el Shogun Toranaga-San fue muy sólida. Su prolífica filmografía comprende más de 160 títulos, entre películas y diferentes producciones para la televisión. Mifune se retiró en 1992, por motivos de salud, y se confinó en su hogar.

## Vida personal
En 1950, conoció y contrajo matrimonio con Sachiko Yoshimine. El matrimonio fue fuertemente resistido por la familia de la novia debido a la precariedad económica que estigmatizaba a los actores japoneses de entonces, solo se pudo concretar con la intervención del director Senkichi Taniguchi, quien medió con los padres de la joven. De esta unión nacieron dos hijos: Shiro (1950) y Takeshi (1952).
Su esposa Sachiko falleció en 1995 a la edad de 67 años. En 1982, con la actriz Mika Kitagawa, procreó a Mika, su tercera hija.

### Muerte

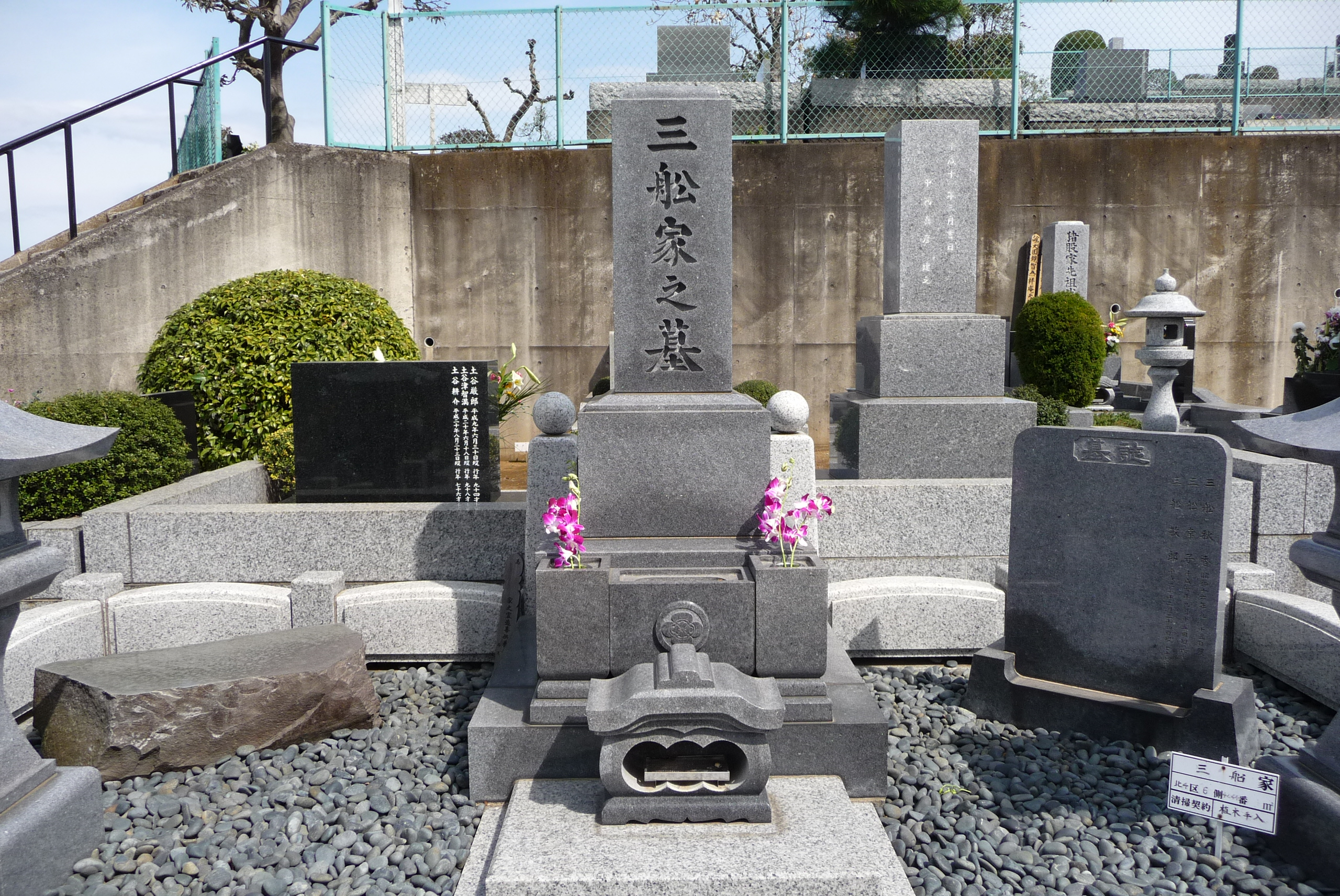
Tumba de Mifune (en medio), fotografiada en 2010. Se encuentra ubicada en el Cementerio Shunjuen, en Kawasaki, Kanagawa.

El 24 de diciembre de 1997, Mifune falleció a los 77 años de edad en un hospital de Mitaka, Tokio. Un familiar suyo declaró que llevaba algún tiempo enfermo, pero no especificó la causa de su muerte. Más tarde fue revelado que el actor falleció a causa de un cáncer de páncreas y un fallo múltiple de órganos. Su cuerpo fue enterrado en el Cementerio Shunjuen ubicado en Kawasaki, Kanagawa, Japón.

## Filmografía

### Cine
| Año  | Título                                                                            | Papel                                                            | Notas                                                           |
| ---- | --------------------------------------------------------------------------------- | ---------------------------------------------------------------- | --------------------------------------------------------------- |
| 1947 | Snow Trail (銀嶺の果て)                                                           | Ejima (江島)                                                     |                                                                 |
| 1947 | These Foolish Times (新馬鹿時代 前篇)                                             | Genzaburō Ōno (大野源三郎)                                       |                                                                 |
| 1947 | These Foolish Times Part 2 (新馬鹿時代 後篇)                                      | Genzaburō Ōno (大野源三郎)                                       |                                                                 |
| 1948 | Drunken Angel (醉いどれ天使)                                                      | Matsunaga (松永)                                                 |                                                                 |
| 1949 | The Quiet Duel (静かなる決闘)                                                     | Kyōji Fujisaki (藤崎恭二)                                        |                                                                 |
| 1949 | Jakoman and Tetsu (ジャコ萬と鉄)                                                  | Tetsu (鐵)                                                       |                                                                 |
| 1949 | Stray Dog (野良犬)                                                                | Detective Murakami (村上刑事)                                    |                                                                 |
| 1950 | Conduct Report on Professor Ishinaka (石中先生行状記)                             | Teisaku Nagasawa (長沢貞作)                                      |                                                                 |
| 1950 | Scandal (醜聞)                                                                    | Ichirō Aoe (青江一郎)                                            |                                                                 |
| 1950 | Engagement Ring (婚約指環)                                                        | Takeshi Ema (江間猛)                                             |                                                                 |
| 1950 | Rashomon (羅生門)                                                                 | Tajōmaru (多襄丸)                                                |                                                                 |
| 1950 | Escape from Prison (脱獄)                                                         | Shinkichi (新吉)                                                 |                                                                 |
| 1951 | Beyond Love and Hate (愛と憎しみの彼方へ)                                         | Gorō Sakata (坂田五郎)                                           |                                                                 |
| 1951 | Elegy (悲歌)                                                                      | Prosecutor Daisuke Toki (土岐大輔検事)                           |                                                                 |
| 1951 | The Idiot (白痴)                                                                  | Denkichi Akama (赤間伝吉)                                        |                                                                 |
| 1951 | Pirates (海賊船)                                                                  | Tora (虎)                                                        |                                                                 |
| 1951 | Meeting of the Ghost Après-Guerre (戦後派お化け大会)                              | Kenji Kawakami (川上謙二)                                        | Aparición especial                                              |
| 1951 | Conclusion of Kojiro Sasaki: Duel at Ganryu Island (完結 佐々木小次郎 巌流島決闘) | Musashi Miyamoto (宮本武蔵)                                      |                                                                 |
| 1951 | The Life of a Horsetrader (馬喰一代)                                              | Yonetarō Katayama (片山米太郎)                                   |                                                                 |
| 1951 | Who Knows a Woman's Heart (女ごころ誰が知る)                                      | Mizuno (水野)                                                    |                                                                 |
| 1952 | Vendetta for a Samurai (荒木又右衛門 決闘鍵屋の辻)                                | Mataemon Araki (荒木又右衛門)                                    |                                                                 |
| 1952 | Foghorn (霧笛)                                                                    | Chiyokichi (千代吉)                                              |                                                                 |
| 1952 | The Life of Oharu (西鶴一代女)                                                    | Katsunosuke (勝之介)                                             |                                                                 |
| 1952 | Golden Girl (金の卵)                                                              | Personaje desconocido                                            | Papel de apoyo                                                  |
| 1952 | Sword for Hire (戦国無頼)                                                         | Hayatenosuke Sasa (佐々疾風之介)                                 |                                                                 |
| 1952 | Tokyo Sweetheart (東京の恋人)                                                     | Kurokawa (黒川)                                                  |                                                                 |
| 1952 | Swift Current (激流)                                                              | Shunsuke Kosugi (小杉俊介)                                       |                                                                 |
| 1952 | The Man Who Came to Port (港へ来た男)                                             | Gorō Niinuma (新沼五郎)                                          |                                                                 |
| 1953 | My Wonderful Yellow Car (吹けよ春風)                                              | Matsumura (松村)                                                 |                                                                 |
| 1953 | The Last Embrace (抱擁)                                                           | Shinkichi/Hayakawa (伸吉 / 早川)                                 |                                                                 |
| 1953 | Sunflower Girl (ひまわり娘)                                                       | Ippei Hitachi (日立一平)                                         | Estrenada originalmente como Love in a Teacup                   |
| 1953 | Eagle of the Pacific (太平洋の鷲)                                                 | 1st Lieutenant Jōichi Tomonaga (友永丈市大尉)                    |                                                                 |
| 1954 | Seven Samurai (七人の侍)                                                          | Kikuchiyo (菊千代)                                               |                                                                 |
| 1954 | The Sound of Waves (潮騒)                                                         | Skipper of the Utashima-maru (歌島丸の船長)                      |                                                                 |
| 1954 | Samurai I : Musashi Miyamoto (宮本武蔵)                                           | Musashi Miyamoto (Takezō Shinmen) (宮本武蔵 (新免武蔵))          |                                                                 |
| 1954 | The Black Fury (密輸船)                                                           | Eiichi Tsuda (津田栄一)                                          |                                                                 |
| 1955 | The Merciless Boss: A Man Among Men (顔役無用 男性Ｎｏ．１)                       | "Buick" Maki (ビュイックの牧)                                    |                                                                 |
| 1955 | All Is Well (天下泰平)                                                            | Daikichi Risshun (立春大吉)                                      |                                                                 |
| 1955 | All Is Well Part 2 (続天下泰平)                                                   | Daikichi Risshun (立春大吉)                                      |                                                                 |
| 1955 | No Time for Tears (男ありて)                                                      | Mitsuo Yano (矢野光男)                                           |                                                                 |
| 1955 | Samurai II: Duel at Ichijoji Temple (続宮本武蔵 一乗寺の決斗)                     | Musashi Miyamoto (宮本武蔵)                                      |                                                                 |
| 1955 | I Live in Fear (生きものの記録)                                                   | Kiichi Nakajima (中島喜一)                                       |                                                                 |
| 1956 | Samurai III: Duel at Ganryu Island (宮本武蔵 完結篇 決闘巌流島)                   | Musashi Miyamoto (宮本武蔵)                                      |                                                                 |
| 1956 | Rainy Night Duel (黒帯三国志)                                                     | Masahiko Koseki (小関昌彦)                                       |                                                                 |
| 1956 | The Underworld (暗黒街)                                                           | Chief Inspector Kumada (熊田捜査主任)                            |                                                                 |
| 1956 | Settlement of Love (愛情の決算)                                                   | Shuntarō Ōhira (大平俊太郎)                                      |                                                                 |
| 1956 | Secreto de esposa (妻の心)                                                        | Kenkichi Takemura (竹村健吉)                                     |                                                                 |
| 1956 | Scoundrel (ならず者)                                                              | Kanji (寛次)                                                     |                                                                 |
| 1956 | Rebels on the High Seas (囚人船)                                                  | Tokuzō Matsuo (松尾徳造)                                         |                                                                 |
| 1957 | Throne of Blood (蜘蛛巣城)                                                        | Taketoki Washizu (鷲津武時)                                      |                                                                 |
| 1957 | A Man in the Storm (嵐の中の男)                                                   | Saburō Watari (渡三郎)                                           |                                                                 |
| 1957 | Be Happy, These Two Lovers (この二人に幸あれ)                                     | Toshio Maruyama (丸山俊夫)                                       |                                                                 |
| 1957 | Yagyu Secret Scrolls Part 1 (柳生武芸帳)                                          | Tasaburō Kasumi (霞の多三郎)                                     |                                                                 |
| 1957 | A Dangerous Hero (危険な英雄)                                                     | Atleta Kawada (川田選手)                                         |                                                                 |
| 1957 | The Lower Depths (どん底)                                                         | Sutekichi (the thief) (捨吉 (泥棒))                              |                                                                 |
| 1957 | Downtown (下町)                                                                   | Yoshio Tsuruishi (鶴石芳雄)                                      |                                                                 |
| 1958 | Yagyu Secret Scrolls Part 2 (柳生武芸帳 双龍秘剣)                                 | Tasaburō Ōtsuki (大月多三郎)                                     |                                                                 |
| 1958 | Holiday in Tokyo (東京の休日)                                                     | Tenkai's nephew Jirō (天海の甥·二郎)                             |                                                                 |
| 1958 | Muhomatsu, The Rikshaw Man (無法松の一生)                                         | Matsugorō Tomishima (富島松五郎)                                 |                                                                 |
| 1958 | Yaji and Kita on the Road (弥次喜多道中記)                                        | Toshinoshin Taya (田谷敏之進)                                    |                                                                 |
| 1958 | All About Marriage (結婚のすべて)                                                 | Acting teacher (演出家)                                          | Cameo                                                           |
| 1958 | Theater of Life (人生劇場 青春篇)                                                 | Hishakaku (飛車角)                                               |                                                                 |
| 1958 | The Hidden Fortress (隠し砦の三悪人)                                              | General Rokurota Makabe (真壁六郎太)                             |                                                                 |
| 1959 | Boss of the Underworld (暗黒街の顔役)                                             | Daisuke Kashimura (樫村大助)                                     |                                                                 |
| 1959 | Samurai Saga (或る剣豪の生涯)                                                     | Heihachirō Komaki (駒木兵八郎)                                   |                                                                 |
| 1959 | The Saga of the Vagabonds (戦国群盗伝)                                            | Rokurō Kai (甲斐六郎)                                            |                                                                 |
| 1959 | Desperado Outpost (独立愚連隊)                                                    | Battalion Commander Kodama (児玉大尉)                            |                                                                 |
| 1959 | The Three Treasures (日本誕生)                                                    | Prince Takeru Yamato/Prince Susano'o (日本武尊/須佐之男命)       |                                                                 |
| 1960 | The Last Gunfight (暗黒街の対決)                                                  | Detective Saburō Fujioka (藤丘三郎刑事)                          |                                                                 |
| 1960 | The Gambling Samurai (国定忠治)                                                   | Chūji Kunisada (国定忠治)                                        |                                                                 |
| 1960 | Storm Over the Pacific (ハワイ·ミッドウェイ大海空戦 太平洋の嵐)                   | Tamon Yamaguchi (山口多聞)                                       |                                                                 |
| 1960 | Man Against Man (男対男)                                                          | Kaji (梶)                                                        |                                                                 |
| 1960 | The Bad Sleep Well (悪い奴ほどよく眠る)                                           | Kōichi Nishi (西幸一)                                            |                                                                 |
| 1960 | Salaryman Chushingura Part 1 (サラリーマン忠臣蔵)                                 | Kazuo Momoi (桃井和雄)                                           |                                                                 |
| 1961 | The Story of Osaka Castle (大坂城物語)                                            | Mohei (茂兵衛)                                                   |                                                                 |
| 1961 | Salaryman Chushingura Part 2 (続サラリーマン忠臣蔵)                               | Kazuo Momoi (桃井和雄)                                           |                                                                 |
| 1961 | Yojimbo (用心棒)                                                                  | Sanjūrō Kuwabata (桑畑三十郎)                                    |                                                                 |
| 1961 | The Youth and his Amulet (ゲンと不動明王)                                         | Fudō Myō-ō (不動明王)                                            |                                                                 |
| 1961 | Ánimas Trujano                                                                    | Ánimas Trujano                                                   | Producción mexicana                                             |
| 1962 | Sanjuro (椿三十郎)                                                                | Sanjūrō Tsubaki (椿三十郎)                                       |                                                                 |
| 1962 | Tatsu (どぶろくの辰)                                                              | Tatsu (辰)                                                       |                                                                 |
| 1962 | Three Gentlemen Return from Hong Kong (続·社長洋行記)                             | Cho Chishō (Zhang Zhizhang) (張知章 (カメオ出演))                | Cameo                                                           |
| 1962 | Chushingura: Story of Flower, Story of Snow (忠臣蔵 花の巻·雪の巻)                | Genba Tawaraboshi (俵星玄蕃)                                     |                                                                 |
| 1963 | Attack Squadron! (太平洋の翼)                                                     | Teniente coronel Senda (千田中佐)                                |                                                                 |
| 1963 | High and Low (天国と地獄)                                                         | Kingo Gondō (権藤金吾)                                           |                                                                 |
| 1963 | Legacy of the 500,000 (五十万人の遺産)                                            | Takeichi Matsuo (松尾武市 兼 製作 兼 監督)                       | También trabajo como director                                   |
| 1963 | The Lost World of Sinbad (大盗賊)                                                 | Sukezaemon Naya (Sukezaemon Luzon) (菜屋助左衛門 (呂宋助左衛門)) |                                                                 |
| 1964 | Whirlwind (士魂魔道 大龍巻)                                                       | Morishige Akashi (明石守重)                                      |                                                                 |
| 1965 | Samurai Assassin (侍)                                                             | Tsuruchiyo Niiro (新納鶴千代)                                    |                                                                 |
| 1965 | Red Beard (赤ひげ)                                                                | Dr. Kyojō Niide (Red Beard) (新出去定医師 (赤ひげ))              |                                                                 |
| 1965 | Sanshiro Sugata (姿三四郎)                                                        | Shōgorō Yano (矢野正五郎)                                        |                                                                 |
| 1965 | The Retreat from Kiska (太平洋奇跡の作戦 キスカ)                                  | Major General Omura (大村少将)                                   |                                                                 |
| 1965 | Fort Graveyard (血と砂)                                                           | Sergeant Kosugi (小杉曹長)                                       |                                                                 |
| 1966 | Rise Against the Sword (暴れ豪右衛門)                                             | Shinobu no Gōemon (信夫の豪右衛門)                               |                                                                 |
| 1966 | The Sword of Doom (大菩薩峠)                                                      | Toranosuke Shimada (島田虎之助)                                  |                                                                 |
| 1966 | The Adventure of Kigan Castle (奇巌城の冒険)                                      | Ōsumi (大角)                                                     |                                                                 |
| 1966 | The Mad Atlantic (怒涛一万浬)                                                     | Heihachirō Murakami (村上平八郎)                                 |                                                                 |
| 1966 | Grand Prix                                                                        | Izō Yamura (矢村以蔵)                                            | Producción estadounidense                                       |
| 1967 | Samurai Rebellion (上意討ち 拝領妻始末)                                           | Isaburō Sasahara (笹原伊三郎)                                    |                                                                 |
| 1967 | Japan's Longest Day (日本のいちばん長い日)                                        | Korechika Anami (阿南惟幾)                                       |                                                                 |
| 1968 | The Sands of Kurobe (黒部の太陽)                                                  | Satoshi Kitagawa (北川覚)                                        |                                                                 |
| 1968 | Admiral Yamamoto (連合艦隊司令長官 山本五十六)                                    | Isoroku Yamamoto (山本五十六)                                    |                                                                 |
| 1968 | The Day the Sun Rose (祇園祭)                                                     | Kumaza (熊左)                                                    |                                                                 |
| 1968 | Hell in the Pacific                                                               | Captain Tsuruhiko Kuroda (黒田鶴彦大尉)                          | Producción estadounidense                                       |
| 1969 | Samurai Banners (風林火山)                                                        | Kansuke Yamamoto (山本勘助)                                      |                                                                 |
| 1969 | Safari 5000 (栄光への5000キロ)                                                    | Yūichirō Takase (高瀬雄一郎)                                     |                                                                 |
| 1969 | The Battle of the Japan Sea (日本海大海戦)                                        | Heihachirō Tōgō (東郷平八郎)                                     |                                                                 |
| 1969 | Red Lion (赤毛)                                                                   | Akage no Gonzō (赤毛の権三 兼 製作)                              | Productor                                                       |
| 1969 | Shinsengumi (新選組)                                                              | Isami Kondō (近藤勇 兼 製作)                                     | Productor                                                       |
| 1970 | Zatoichi Meets Yojimbo (座頭市と用心棒)                                           | Daisaku Sasa (佐々大作)                                          |                                                                 |
| 1970 | Bakumatsu (幕末)                                                                  | Shōjirō Gotō (後藤象二郎)                                        |                                                                 |
| 1970 | Incident at Blood Pass (待ち伏せ)                                                 | Tōzaburō Shinogi and Producer (鎬刀三郎 兼 製作)                 |                                                                 |
| 1970 | The Walking Major (ある兵士の賭け)                                                | Tadao Kinugasa (衣笠忠夫)                                        |                                                                 |
| 1970 | The Militarists (激動の昭和史 軍閥)                                               | Isoroku Yamamoto (山本五十六)                                    |                                                                 |
| 1971 | Red Sun                                                                           | Jūbei Kuroda (黒田重兵衛)                                        | Coproducción francesa, italiana y española                      |
| 1975 | Paper Tiger                                                                       | Ambassador Kagoyama (カゴヤマ大使)                               | Producción británica                                            |
| 1975 | The New Spartans                                                                  | Veterano de la Segunda Guerra Mundial                            | Coproducción de Reino Unido y Alemania Occidental No completada |
| 1976 | Midway                                                                            | Isoroku Yamamoto (山本五十六)                                    | Producción estadounidense                                       |
| 1977 | Proof of the Man (人間の証明)                                                     | Yōhei Kōri (郡陽平)                                              | Aparición especial                                              |
| 1977 | Japanese Godfather: Ambition (日本の首領 野望篇)                                  | Kōsuke Ōishi (大石剛介)                                          |                                                                 |
| 1978 | Shogun's Samurai (柳生一族の陰謀)                                                 | Yoshinao Tokugawa (徳川義直)                                     |                                                                 |
| 1978 | Shag (犬笛)                                                                       | Captain Takeo Murata (村田武雄船長)                              |                                                                 |
| 1978 | Ogin-sama (お吟さま)                                                              | Hideyoshi Toyotomi (豊臣秀吉)                                    |                                                                 |
| 1978 | The Fall of Ako Castle (赤穂城断絶)                                               | Chikara Tsuchiya (土屋主税)                                      |                                                                 |
| 1978 | Japanese Godfather: Conclusion (日本の首領 完結篇)                                | Kōsuke Ōishi (大石剛介)                                          |                                                                 |
| 1978 | Lord Incognito (水戸黄門)                                                         | Sakuzaemon Okumura (奥村作左衛門)                                |                                                                 |
| 1979 | Winter Kills                                                                      | Keith (secretario) (キース (秘書))                               | Producción estadounidense                                       |
| 1979 | The Adventures of Kosuke Kindaichi (金田一耕助の冒険)                             | Kōsuke Kindaichi XI (11代目金田一耕助)                           |                                                                 |
| 1979 | Onmitsu Doshin: The Edo Secret Police (隠密同心·大江戸捜査網)                     | Sadanobu Matsudaira (松平定信)                                   |                                                                 |
| 1979 | 1941                                                                              | Commander Akiro Mitamura (アキロー·ミタムラ中佐)                 | Producción estadounidense                                       |
| 1980 | The Battle of Port Arthur (二百三高地)                                            | Emperor Meiji (明治天皇)                                         |                                                                 |
| 1980 | Shogun (将軍 SHOGUN)                                                              | Toranaga Yoshii (吉井虎長)                                       | Coproducción estadounidense y japonesa                          |
| 1981 | Inchon!                                                                           | Saitō-san (斉藤さん)                                             | Producción estadounidense                                       |
| 1981 | The Bushido Blade                                                                 | Comandante Fukusai Hayashi (江戸幕府の特命全権大使·林復斎)       | Coproducción estadounidense, británica y japonesa               |
| 1982 | The Challenge                                                                     | Toru Yoshida (吉田徹)                                            | Producción estadounidense                                       |
| 1982 | Conquest (制覇)                                                                   | Masao Tadokoro (田所政雄)                                        |                                                                 |
| 1983 | Battle Anthem (日本海大海戦 海ゆかば)                                             | Heihachirō Tōgō (東郷平八郎)                                     |                                                                 |
| 1983 | Theater of Life (人生劇場)                                                        | Hyōtarō Aonari (青成瓢太郎)                                      | Aparición especial                                              |
| 1984 | The Miracle of Joe Petrel (海燕ジョーの奇跡)                                      | Pescador (漁師)                                                  |                                                                 |
| 1985 | Legend of the Holy Woman (聖女伝説)                                               | Kōzō Kanzaki (神崎弘造)                                          | Aparición especial                                              |
| 1986 | Song of the Genkai Sea (玄海つれづれ節)                                           | Kyūbei Matsufuji (松藤九兵衛)                                    |                                                                 |
| 1987 | Shatterer                                                                         | Murai (村井)                                                     | Coproducción italiana y japonesa                                |
| 1987 | Tora-san Goes North (男はつらいよ 知床慕情)                                       | Junkichi Ueno (上野順吉)                                         |                                                                 |
| 1987 | Princess from the Moon (竹取物語)                                                 | Taketori-no-Miyatsuko (竹取の造)                                 |                                                                 |
| 1989 | Death of a Tea Master (千利休 本覺坊遺文)                                         | Sen no Rikyū (千利休)                                            |                                                                 |
| 1989 | The Demon Comes in Spring (春来る鬼)                                              | Kukkune no jî (くっくねの爺)                                     |                                                                 |
| 1989 | CF Girl (CFガール)                                                                | Shūichirō Hase (長谷周一郎)                                      |                                                                 |
| 1991 | Strawberry Road (ストロベリーロード)                                              | Taoka (田岡)                                                     |                                                                 |
| 1991 | Journey of Honor (兜 KABUTO)                                                      | Ieyasu Tokugawa (徳川家康)                                       | U.S., U.K., Japanese co-production                              |
| 1992 | Shadow of the Wolf (AGAGUK)                                                       | Kroomak                                                          | Coproducción canadiense y francesa                              |
| 1994 | Picture Bride                                                                     | The Benshi (弁士)                                                | Producción estadounidense                                       |
| 1995 | Deep River (深い河)                                                               | Tsukada (塚田)                                                   | Trabajo final como actor de cine                                |

### Televisión
| Año       | Título | Papel | Notas                                       |
| --------- | --- | --- | ------------------------------------------- |
| 1967      | He of the Sun (太陽のあいつ)                                                                                            | Él mismo                                                                                                  | 1 episodio                                  |
| 1968–1969 | Five Freelance Samurai (五人の野武士)                                                                                   | Jirō Yoshikage Funayama (五人の野武士)                                                                    | 6 episodios [Ep. 1,2,14,15,17,26]           |
| 1971      | Daichūshingura (大忠臣蔵)                                                                                               | Kuranosuke Ōishi (大石内蔵助)                                                                             | 52 episodios                                |
| 1972–1974 | Ronin of the Wilderness (荒野の素浪人)                                                                                  | Kujūrō Tōge (峠九十郎)                                                                                    | 104 episodios; divididos en dos temporadas  |
| 1973      | Yojimbo of the Wilderness (荒野の用心棒)                                                                                | Kujūrō Tōge (峠九十郎)                                                                                    | 5 episodios                                 |
| 1975      | The Sword, the Wind, and the Lullaby (剣と風と子守唄)                                                                   | Jūzaburō Toride (砦十三郎)                                                                                | 27 episodios                                |
| 1976      | The Secret Inspectors (隠し目付参上)                                                                                    | Naizen-no-shō Tsukumo/Izu-no-kami Nobuakira Matsudaira (dual roles) (九十九内膳正 / 松平伊豆守信明 (二役) | 10 epsiodios [Ep. 1,2,3,4,7,10,11,18,22,26] |
| 1976      | Ronin in a Lawless Town (人魚亭異聞 無法街の素浪人)                                                                     | Señor Danna (ミスターの旦那)                                                                              | 23 episodios                                |
| 1977      | Ōedo Sōsamō (大江戸捜査網)                                                                                              | Yūgen Ōtaki (大滝幽玄)                                                                                    | 1 episodio                                  |
| 1978      | Falcons of Edo (江戸の鷹 御用部屋犯科帖)                                                                                | Kanbei Uchiyama (内山勘兵衛)                                                                              | 38 episodios                                |
| 1979      | Edo o Kiru IV (江戸を斬るIV)                                                                                            | Shūsaku Chiba (千葉周作)                                                                                  | 1 episodio; aparición especial [Ep. 8]      |
| 1979      | Prosecutor Saburo Kirishima (検事霧島三郎)                                                                              | Fiscal Jefe Mori (森検事正)                                                                               |                                             |
| 1979      | Akō Rōshi (赤穂浪士) | Sakon Tachibana (立花左近)                                                                                | 1 episodio                                  |
| 1979–1980 | Fangs of Edo (江戸の牙)                                                                                                 | Gunbei Asahina (朝比奈軍兵衛)                                                                             | 3 episodios [Ep. 1, 17, 26]                 |
| 1979      | Hideout in Room 7 (駆け込みビル7号室)                                                                                   | Gōsuke Saegusa (三枝剛介)                                                                                 |                                             |
| 1980      | Shōgun | Toranaga Yoshii                                                                                           |                                             |
| 1980      | It's 8 O'Clock! Everybody Gather 'Round (8時だョ!全員集合)                                                              | Él mismo                                                                                                  | 1 episodio                                  |
| 1981      | Sekigahara (関ヶ原) | Sakon Shima (島左近)                                                                                      |                                             |
| 1981–1982 | Ten Duels of Young Shingo (新吾十番勝負)                                                                                | Tamon Umei (梅井多聞)                                                                                     |                                             |
| 1981      | My Daughter! Fly on the Wings of Love and Tears (娘よ！ 愛と涙の翼で翔べ)                                               | | Telefilme                                   |
| 1981      | Tuesday Suspense Theater: The Spherical Wilderness (火曜サスペンス劇場 球形の荒野)                                      | Kenichirō Nogami (野上顕一郎)                                                                             | Telefilme                                   |
| 1981–1982 | Bungo Detective Story (文吾捕物帳)                                                                                      | Shūsaku Chiba (千葉周作)                                                                                  | 5 episodios [Ep. 5,10,13,18,26]             |
| 1981–1983 | The Lowly Ronin (素浪人罷り通る)                                                                                        | Lowly Ronin Shūtō Shunka (素浪人 春夏秋冬)                                                                |                                             |
| 1982      | The Happy Yellow Handkerchief (幸福の黄色いハンカチ)                                                                    | Kenzō Shima (島謙造)                                                                                      | 1 episodio [Ep. 4]                          |
| 1983      | The Brave Man Says Little (勇者は語らず いま、日米自動車戦争は)                                                         | Ryūzō Kawana (川奈龍三)                                                                                   | 4 episodios                                 |
| 1983      | The Women of Osaka Castle (女たちの大坂城)                                                                              | Tokugawa Ieyasu (徳川家康)                                                                                | Telefilme                                   |
| 1983      | The Secret of Cruel Valley (魔境 殺生谷の秘密)                                                                          | Lowly Rōnin                                                                                               | Telefilme                                   |
| 1984      | The Burning Mountain River (山河燃ゆ)                                                                                   | Otoshichi Amō (天羽乙七)                                                                                  |                                             |
| 1984      | Okita Soji: Swordsman of Fire (燃えて、散る 炎の剣士 沖田総司)                                                          | Shūsai Kondō (近藤周斎)                                                                                   | Telefilme                                   |
| 1984      | Toshiba Sunday Theater #1442: Summer Encounter (東芝日曜劇場 第1442回 夏の出逢い)                                       | Takeya Ōnuki (大貫剛也)                                                                                   | Telefilme                                   |
| 1987      | Masterpiece Jidaigeki: National Advisor Breakthrough! Hikozaemon Geki (傑作時代劇 天下の御意見番罷り通る！彦左衛門外記) | Hikozaemon Ōkubo (大久保彦左衛門)                                                                         | 1 episodio [Ep. 21]                         |
| 1990      | Heaven and Earth: Dawn Episode (天と地と～黎明編)                                                                       | Nagao Tamekage (長尾為景)                                                                                 | Telefilme                                   |

## Premios

### Festival Internacional de Cine de Venecia
| Año  | Categoría                       | Película   | Resultado |
| ---- | ------------------------------- | ---------- | --------- |
| 1961 | Copa Volpi al mejor actor       | Yojimbo    | Ganador   |
| 1961 | Premio New Cinema - Mejor actor | Yojimbo    | Ganador   |
| 1965 | Copa Volpi al mejor actor       | Barbarroja | Ganador   |

### Otras distinciones y reconocimientos
- Recibió la Medalla de Honor con Cinta Púrpura y la Orden del Tesoro Sagrado del Gobierno japonés en los años 1986 y 1993 respectivamente.
- Fue miembro del jurado del 8.º y 10.º Festival Internacional de Cine de Moscú.[29]